# Mistrzostwa Ukrainy w piłce nożnej plażowej
Mistrzostwa Ukrainy w piłce nożnej plażowej (ukr. Чемпіонат України з пляжного футболу) – najwyższa w hierarchii klasa męskich ligowych rozgrywek w piłce nożnej plażowej na Ukrainie, będąca jednocześnie najwyższym szczeblem centralnym (I poziom ligowy), utworzona w 2003 roku i zarządzana przez Asocjację Piłki Nożnej Plażowej Ukrainy, a wcześniej przez Ukraiński Związek Piłki Nożnej (FFU). Zmagania w jej ramach toczą się cyklicznie (co sezon) i przeznaczone są dla 6 najlepszych krajowych klubów piłkarskich. Jej triumfator zostaje Mistrzem Ukrainy, zaś najsłabsze drużyny są relegowane do I ligi ukraińskiej. Najwyższa liga rozgrywek nazywa się Wyszcza Liha Ukrainy w piłce nożnej plażowej (ukr. Вища ліга України з пляжного футболу).

## Historia
Pierwsze organizowane rozgrywki w piłce nożnej plażowej miały miejsce w 2001 roku - na piaszczystych plażach Hydro Parku w Kijowie. W nich uczestniczyły zespoły amatorskie Kijowa. Następnego lata 2002 roku już wzięli udział ponad sto zespołów z miast Krzemieńczuk, Dniepropietrowsk, Charków, Odessa i Kijów. Rozgrywki otrzymały status ukraińskich amatorskich mistrzostw "Sławutycz-Ball" i były pierwszymi nieoficjalnymi mistrzostwami Ukrainy w piłce nożnej plażowej. Zwyciężyła drużyna Łotto Kijów, w barwach którego grali, m.in. król strzelców mistrzostw świata Oleg Salenko, byli reprezentanci Ukrainy Jurij Kałytwyncew i Serhij Szmatowałenko. 
Z założeniem Asocjacji Piłki Nożnej Plażowej Ukrainy (skrót - APFU) pod patronatem Federacji Piłki Nożnej Ukrainy rozgrywki uzyskały oficjalny status w 2003 roku, w których zostały już objęte 116 zespołów z Kijowa, Sewastopola, Charkowa, Odessy, Charkowa i Krzemieńczuka. Turniej finałowy z udziałem 8 zespołów odbył się w Sewastopolu, tytuł oficjalnego mistrza Ukrainy zdobył Majndszer Kijów.

## Skład ligi w sezonie 2019
- Alternatywa Kijów
- Artur Music Kijów
- Euroformat Kijów
- Griffin Kijów
- Kyjiwmiśkbud Kijów
- VIT Kijów

## Mistrzowie i pozostali medaliści
| Sezon                                                                           | K | K | T | Mistrz                | Wicemistrz         | III miejsce           | Br. | Król strzelców | Uwagi                  |
| Wyszcza Liha Ukrainy w piłce nożnej plażowej (ukr. Вища ліга України з футзалу) |   |   |   |                       |                    |                       |     |                |                        |
| 2002                                                                            |   |   | 1 | Łotto Kijów           | Majndszer Kijów    | Dynamo Zaporoże       |     |                | ? klubów               |
| 2003                                                                            |   |   | 1 | Majndszer Kijów       | Łada Krzemieńczuk  | HWEM Sewastopol       |     |                | ? klubów               |
| 2004                                                                            |   |   | 1 | Nowa Era Kijów        | Hłorija Odessa     | Majndszer Kijów       |     |                | ? klubów               |
| 2005                                                                            |   |   | 2 | Nowa Era Kijów        | Majndszer Kijów    | Katran Zaporoże       |     |                | ? klubów               |
| 2006                                                                            |   |   | 2 | Majndszer Kijów       | Płeso Kijów        | Hłorija Odessa        |     |                | ? klubów; liga+playoff |
| 2007                                                                            |   |   | 3 | Nowa Era Kijów        | Marrion Odessa     | Płeso Kijów           |     |                | 6 klubów; liga+playoff |
| 2008                                                                            |   |   | 1 | BRR Kijów             | Majndszer Kijów    | Metrobud Kijów        |     |                | 8 klubów; liga+playoff |
| 2009                                                                            |   |   | 3 | Majndszer Kijów       | BRR Kijów          | Hłorija Odessa        |     |                | 12 klubów +playoff     |
| 2010                                                                            |   |   | 1 | Wybir Dniepropetrowsk | Majndszer Kijów    | Dynamo-Hild Kijów     |     |                | 8 klubów; liga+playoff |
| 2011                                                                            |   |   | 4 | Euroformat Kijów      | Majndszer Kijów    | Metrobud Kijów        |     |                | 8 klubów; liga+playoff |
| 2012                                                                            |   |   | 4 | Majndszer Kijów       | Griffin Kijów      | Euroformat Kijów      |     |                | 8 klubów; liga+playoff |
| 2013                                                                            |   |   | 1 | Artur Music Kijów     | Griffin Kijów      | Wybir Dniepropetrowsk |     |                | 8 klubów; liga+playoff |
| 2014                                                                            |   |   | 2 | Wybir Dniepropetrowsk | Griffin Kijów      | Farsifarm Kijów       |     |                | ? klubów; liga+playoff |
| 2015                                                                            |   |   | 1 | HIT Kijów             | Farsifarm Kijów    | Euroformat Kijów      |     |                | ? klubów; liga+playoff |
| 2016                                                                            |   |   | 1 | Griffin Kijów         | Artur Music Kijów  | Wybir Dniepropetrowsk |     |                | ? klubów; liga+playoff |
| 2017                                                                            |   |   | 3 | Wybir Dniepropetrowsk | Griffin Kijów      | Euroformat Kijów      |     |                | ? klubów; liga+playoff |
| 2018                                                                            |   |   | 5 | Euroformat Kijów      | VIT Kijów          | Alternatywa Kijów     |     |                | ? klubów; liga+playoff |
| 2019                                                                            |   |   | 1 | Alternatywa Kijów     | Kyjiwmiśkbud Kijów | VIT Kijów             |     |                | 6 klubów; liga+playoff |

## Statystyka

### Tabela medalowa
Mistrzostwo Ukrainy zostało do tej pory zdobyte przez 9 różnych klubów.
Stan na 31 grudnia 2019. 
Uwaga: łącznie z nieoficjalnymi mistrzostwami 2002.
| Lp. | Klub                  | Miejsca na podium | Miejsca na podium           | Miejsca na podium | Zwycięskie sezony      |   |   |                              |
| --- | --------------------- | ----------------- | --------------------------- | ----------------- | ---------------------- | - | - | ---------------------------- |
| Lp. | Klub                  | 1.                | Euroformat Kijów (Nowa Era) | 5                 | Zwycięskie sezony      | 0 | 3 | 2004, 2005, 2007, 2011, 2018 |
| 2.  | Majndszer Kijów       | 4                 | 5                           | 1                 | 2003, 2006, 2009, 2012 |   |   |                              |
| 3.  | Wybir Dniepropetrowsk | 3                 | 0                           | 2                 | 2010, 2014, 2017       |   |   |                              |
| 4.  | Griffin Kijów         | 1                 | 4                           | 0                 | 2016                   |   |   |                              |
| 5.  | Artur Music Kijów     | 1                 | 1                           | 0                 | 2013                   |   |   |                              |
| 5.  | BRR Kijów             | 1                 | 1                           | 0                 | 2008                   |   |   |                              |
| 7.  | Alternatywa Kijów     | 1                 | 0                           | 1                 | 2019                   |   |   |                              |
| 8.  | HIT Kijów             | 1                 | 0                           | 0                 | 2015                   |   |   |                              |
| 8.  | Łotto Kijów           | 1                 | 0                           | 0                 | 2002                   |   |   |                              |
| 9.  | Hłorija Odessa        | 0                 | 1                           | 2                 |                        |   |   |                              |
| 11. | Farsifarm Kijów       | 0                 | 1                           | 1                 |                        |   |   |                              |
| 11. | Płeso Kijów           | 0                 | 1                           | 1                 |                        |   |   |                              |
| 11. | VIT Kijów             | 0                 | 1                           | 1                 |                        |   |   |                              |
| 14. | Kyjiwmiśkbud Kijów    | 0                 | 1                           | 0                 |                        |   |   |                              |
| 14. | Łada Krzemieńczuk     | 0                 | 1                           | 0                 |                        |   |   |                              |
| 14. | Marrion Odessa        | 0                 | 1                           | 0                 |                        |   |   |                              |
| 17. | Metrobud Kijów        | 0                 | 0                           | 2                 |                        |   |   |                              |
| 18. | Dynamo Zaporoże       | 0                 | 0                           | 1                 |                        |   |   |                              |
| 18. | HWEM Sewastopol       | 0                 | 0                           | 1                 |                        |   |   |                              |
| 18. | Katran Zaporoże       | 0                 | 0                           | 1                 |                        |   |   |                              |
| 18. | Dynamo-Hild Kijów     | 0                 | 0                           | 1                 |                        |   |   |                              |